# Scambio di corpo
Uno scambio di corpo (o scambio di corpi) è un artificio narrativo, usato talvolta nella letteratura e nel cinema, in cui uno o più personaggi si ritrovano ad "abitare" in un corpo diverso.
Gli esempi più significativi sono identificabili nei libri Vice Versa (1882) e Freaky Friday (1972), e nelle loro versioni cinematografiche.

## Caratteristiche generali

### Definizione classica
Tipicamente per scambio di corpo si intende un trasferimento reciproco tra due individui. Lo scambio fra due persone consente di mettersi nei panni dell'altro, perciò può essere ricondotto allo scambio di identità, espediente già utilizzate in molte commedie teatrali e che spesso porta ad equivoci e situazioni di ilarità.
Nello scambio un essere prende il controllo del corpo dell'altro e quindi sue funzioni intellettive, motorie e comunicative. Lo scambio avviene generalmente tra due esseri (generalmente umani); in caso diverso si parla scambio di corpo multiplo.
Usualmente due individui si scambiano le menti e finiscono nei reciproci corpi; tuttavia molte sono le varietà di scambio di corpo e anche molti sono gli oggetti per ottenerlo: può essere indotto da oggetti magici come amuleti, desideri sinceri o oggetti fantascientifici come caschi con cavi collegati ad un sistema centrale. 
Solitamente lo scambio coinvolge l'intero corpo, ma in situazioni particolari può interessare una ristretta parte del corpo (tra i più usati la testa, le mani e i genitali). Uno scambio di testa avviene nel videogioco Deadpool del 2013 tra Deadpool e Rogue e poi anche nell'episodio Lo scambia parti del corpo di Doraemon.
Lo scambio può essere accidentale come in Freaky Friday o nell'episodio Scambio di menti della serie animata Kim Possible; altre volte è decisa, ad esempio, per ottenere la posizione sociale della persona con cui si fa lo scambio, come nell'episodio Ladro di Corpi della serie animata TMNT (stagione 6 episodio 10) o della dottoressa Victoria Morrow nel telefilm No Ordinary Family. In quest'ultimo esempio la Dott. Morrow è capace di trasformarsi in varie persone e spesso utilizza questa abilità per impossessarsi di informazioni e creare equivoci.

### Modalità alternative di scambio di corpo
Vengono anche compresi in senso lato:
- la mimesi, ossia la trasformazione in un'altra persona. Per aiutare lo spettatore, in un film o in qualsiasi opera visiva molto spesso il personaggio manterrà la sua voce originale e/o le sue fattezze originali saranno visibili nel riflesso di uno specchio.
- il travestimento. Verranno assunte le sembianze di un altro, non attraverso lo scambio diretto di corpi, ma mediante l'applicazione di espedienti, quali trucco maschere (come ad esempio l'uso di maquillage in Lupin o in Scooby Doo). In alcune narrazioni il corpo di un essere diventa una sorta di involucro e può facilmente essere indossato da un altro che ora ne assume perciò le sembianze, come nell'anime Kaiba.
- la possessione. Nel risultato finale di questa tecnica non vi sono due entità con due corpi scambiati, ma una sola entità (detto talvolta parassita o infestante) che prende il dominio sul corpo di un'altra entità. Solitamente viene compiuta da spettri e demoni. Alcuni film in cui questo tema è presente: The Possession, L'esorcista, The Faculty e La seconda vita di Naoko.
- la simbiosi. Mentre nella possessione la coscienza dell'entità posseduta viene sopraffatta dalla coscienza del parassita; in questo caso, seppur con carattere recessivo, il posseduto ha ancora coscienza di sé e solitamente riesce dopo un particolare episodio nella trama a cacciare il parassita. Una fra le simbiosi più famose è quella del simbionte extraterrestre Venom, approfondita nei film Spider-Man 3 e Venom.
- lo scambio di corpi tramite chirurgia. In molti film o libri di fantascienza viene proposta lo scambio di parti del corpo fra due esseri dopo un intervento chirurgico. Ne sono esempio il libro L'isola del dottor Moreau e il film Mars Attacks!. Nel primo esempio uno scienziato conduce degli studi su degli incroci fra uomini e bestie, nel secondo esempio i marziani compiono esperimenti con i corpi dei terrestri catturati, come lo scambio di testa tra la giornalista Nathalie Lake e il suo cane. Altri esempi sono i film Face/Off (nel film un agente dell'FBI e un terrorista subiscono un trapianto di faccia che cambia le loro vite), Nemesi e i pionieri del genere The Man Who Changed His Mind (1936)[4] e Black Friday (1940).
- scambio di età. Con tale espediente, il protagonista assiste ad un rapido innalzamento o abbassamento della sua età che gli spiazza la vita. Di questo tipo sono i film Freaky Friday, 30 anni in 1 secondo, dove una ragazza di 13 anni diventa in una notte una trentenne, e 17 Again, dove un uomo di 37 anni ritorna ad avere 17 anni, e il libro Il castello errante di Howl, in cui la diciottenne Sophie a causa di un sortilegio si trasforma in una novantenne.

## Espedienti più utilizzati

### Lo scambio di corpo tra uomo e donna
Uno dei cliché molto utilizzati nella letteratura, nel cinema e nelle loro forme (quindi non solo film e libri, ma anche fumetti e telefilm) è lo scambio tra uomo e donna (indicato in inglese con espressioni "transgender body swap", "male to female body swap" o semplicemente "mtf body swap").
Tale espediente può essere utilizzato solo per intrattenimento oppure per trarre una morale. Solitamente:
- grazie allo scambio di corpo, i due conoscono le difficoltà delle vite altrui e dopo che si sono ricongiunti nei loro rispettivi corpi, la loro amicizia diventa più forte;
- tramite lo scambio di corpo viene messa in evidenza la disparità di genere. Questo è quello che succede nella commedia Ciao, Charlie: il seduttore Charlie ucciso da un marito geloso, si reincarna in una donna e viene sapere del modo in cui usava e tradiva le sue conquiste.

Nel caso di un'opera audiovisiva, come un film, telefilm o serie animata lo scambio di corpo viene interpretato in due modi:
- le voci dei personaggi vengono invertite. Per esempio, nel caso di uno scambio di corpo tra uomo e donna, il personaggio donna verrà doppiato con quella dell'uomo;
- le voci dei personaggi rimane invariata.

In uno scambio tra due soggetti di sesso opposto e di orientamento eterosessuale, si può assistere ad uno studio del corpo dell'altro e ad allusioni sessuali più o meno marcate, sia in una normale serie tv adolescenziale (si veda per esempio nel film del 2002 Scooby Doo lo scambio di corpo tra Daphne e Fred) che ad un'opera dedicata ad un pubblico più adulto (nel caso dei fumetti hentai o della pornografia in generale).

### Scambio di corpo tra bambini e adulti
Anche questo è uno degli espedienti più interessanti e più usati in materia di scambio di corpo. 
Per gli adulti ridiventare può diventare un'opportunità per sfuggire al lavoro alienante, alla frenesia della società e rimediare ad alcuni rimpianti.
Nella nostra società l'idea che un adulto sia trattato come un bambino o che un adulto sia tacciato di comportarsi come un bambino, crea uno scenario piuttosto umiliante e denigratorio.
D'altra parte i bambini sono sottomessi alla volontà dei loro genitori nell'abbigliamento, nell'andare a scuola e in altri vari comportamenti. Si assiste quindi a un rovesciamento dei ruoli in cui il dominato diventa dominatore e viceversa.
Nelle produzioni pornografiche tale espediente sfocia spesso nell'Ageplay e nell'infantilismo parafilico.